# Джована Амати
Джована Амати (на италиански: Giovanna Amati) е италианска автомобилна състезатела, пилотка от „Формула 1“.
Родена е в Рим, Италия на 20 юли 1959 г. Сред малкото пилотки във „Формула 1“.
През 1992 година тимът „Брабам“ от „Формула 1“ ѝ дава шанс да се състезава. Участва в 3 състезания от календара на „Формула 1“ – за голямата награда на ЮАР, Мексико и Бразилия. Представянето ѝ е много слабо и не успява да намери място в стартовата решетка.